# Tendai
 (juin 2022).

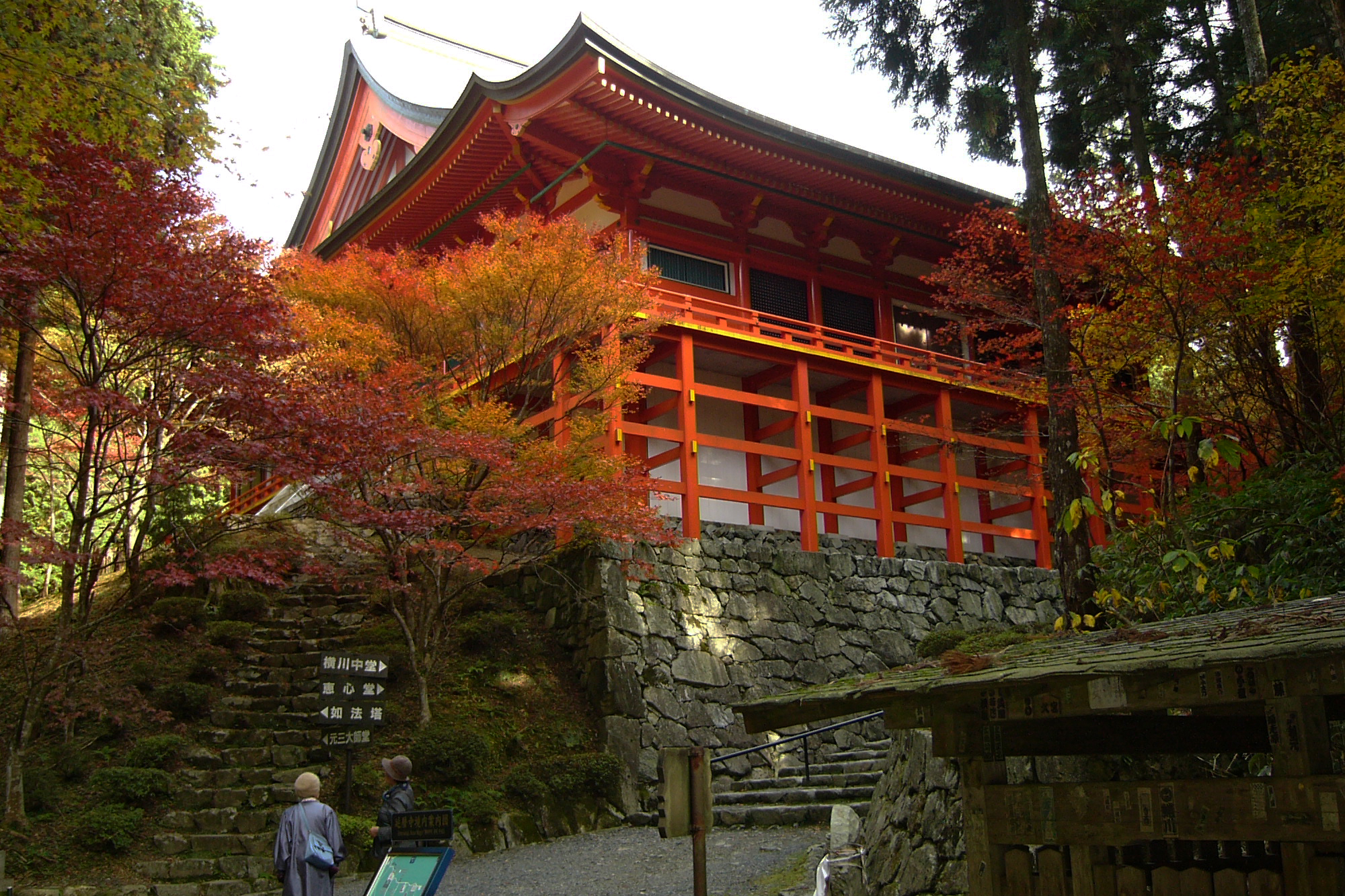
L'Enryaku-ji, monastère de l'école Tendai, situé sur le Mont Hiei : Yokokawa-chudo.

Tendai (天台宗, tendai-shū) est une école du bouddhisme japonais fondée en 805 par le moine Saichō (767-822). Il s'agit d'une implantation au Japon de l'école chinoise Tiantai du bouddhisme mahayana, fondée par le religieux Zhiyi (538-597). Elle constitue depuis son apparition une composante importante et influente du bouddhisme japonais. 

## Histoire
Au Japon, l'école eut pour fondateur le moine Saichô (767-822), qui avait séjourné durant l'année 804 en Chine d'où il avait rapporté certaines doctrines et pratiques. Reconnu officiellement comme centre d'ordination du Grand Véhicule (Mahyana) en 822, sept jours après la mort de Saichô, le Tendai acquit sa pleine indépendance à l'égard des anciennes écoles de Nara. Le centre de l'école, le temple d'Enryaku-ji, fondé par Saichô, se trouve sur le mont Hiei au nord-est de Kyôto. 
Saichô avait reçu des initiations de Kukai, autre grand religieux  de l'époque Heian, fondateur du courant ésotérique Shingon, et souhaitait intégrer dans le Tendaï le mikkyô (密教 « enseignement ésotérique »). Face au refus de Shingon de lui transmettre certains textes, les relations entre les deux hommes s'interrompirent. Par la suite, Ennin (794-864), disciple de Saichô, et Enchin (814-891), disciple de son successeur Gishin (781-833), se rendirent à leur tour en Chine, et ils développèrent un courant ésotérique propre au Tendai, le Taîmitsu, distinct du Tomitsu, l'ésotérisme de Shingon. 
Néanmoins, leurs deux lignées finirent par entrer en conflit, ce qui aboutit à une scission en 993 entre d'une part l'École de la Montagne (ou Sanmon), courant conservateur, branche d'Ennin qui resta au mont Hiei, et d'autre part l'École du Temple (ou Jimon), plus influencée par le tantrisme, branche d'Enchin basée à l'Onjô-ji au pied du mont Hiei dans la ville d'Otsu, et le temple impérial Shogo-in de l'école Honzan Shugen-shû à Kyoto.
Les deux lignées accentuèrent leurs traits ésotériques, se consacrant aux liturgies tantriques et aux rituels, tout en restant en étroite relation avec l'aristocratie et la cour. Dès la fin de la période de Heian, des religieux issus de cette école, mécontents de ce rapprochement entre l'aristocratie et la religion, se lancèrent  dans de nouveaux mouvements religieux qui se développeront pleinement dans le bouddhisme réformé de l'époque de Kamakura : Genshin, Hōnen, Shinran, Eisai, Dôgen, Nichiren sont tous passés par le mont Hiei, L'école Tendai peut donc être considérée comme le berceau du bouddhisme japonais.
Inquiet de la puissance politique et militaire des moines guerriers, le général Oda Nobunaga rase, en 1571, le complexe de temple du mont Hiei, l'Enryakuji. Pourtant, à l'époque d'Edo, les liens entre la Tendai-shû et le pouvoir se renforcèrent encore avec des personnalités comme Tenkaï (1536-1643), patronné par Tokugawa Ieyasu, tandis que les membres de la famille impériale devenaient supérieurs généraux de l'école. Le Tendai existe encore de nos jours et demeure une des plus grandes écoles du bouddhisme japonais.

## Spécificités
L'école Tendai observe les règles du Grand Véhicule (règles disciplinaires que Saichô qualifie de « parfaites et soudaines ») incompatibles avec celles des écoles de Nara qui adoptent celle du Petit véhicule. La vision du Véhicule Unique (Ekayana décrit dans le Sûtra du Lotus) implique que Bouddha — et, donc, la bouddhéité — se trouve en tout être humain, et qu'atteindre l'Eveil est donc à la portée de tous sans exception, à condition de sublimer les passions et souffrances qui lient les hommes à la terre — et non de les supprimer comme l'indiquent les règles du Hinayana. 
L'école développe aussi la notion d'Ekayana ou véhicule unique, thème développé dans le Sûtra du Lotus, qui incorpore toutes les doctrines et pratiques bouddhistes, et qui considère les différents enseignements du Bouddha comme l'expression de moyens habiles adaptés aux capacités de l'auditoire. Autre notion importante, celle des trois vérités, l'unification de la vérité ultime et provisoire dans la voie moyenne. La vérité provisoire est celle que nous expérimentons — les choses existent provisoirement, le siège sur lequel je suis assis, le corps et ses sensations. Dans le même temps, tout est vacuité shunyata. Comme le développe la Prajna paramita, tous les phénomènes sont vides, sans nature propre, impermanente manifestation d'une imbrication de causes et effets.
Le Grand Véhicule a pour contenu les dix fautes graves et les 48 légères, contenues dans le « Filet de Brahma sūtra » (ou Sutra du filet de Brahma) (sanskrit IAST : Brahmajāla Sūtra ; chinois traditionnel : 梵 網 經, pinyin : Fàn wǎng jīng ; japonais kanji : 梵網経, japonais rōmaji : Bonmōkyō, d'où l'appellation Sūtra Bommo). 
Saichô interprète ces dix fautes graves comme étant constituées des « trois règles pures » qui sont les défenses négatives, les règles positives du Bien pour soi et les règles positives du Bien pour autrui. De plus, selon l'école de Chigi (son maître chinois) l'essence de ces règles est la nature de bouddha qui réside perpétuellement chez l'homme, essence pure par nature et source première de tous les êtres, ces règles valant aussi bien pour les prêtres que pour les laïcs. C'est là une des grandes différences entre le Tendai et les écoles traditionnelles de Nara, différence qui les relégue par un altruisme bienfaiteur au rang du Petit Véhicule.

## Moines marathoniens
Connu sous le nom de Kaihogyo, une ascèse de marche extrêmement éprouvante autour du Mont Hiei est une pratique propre du Tendaï japonais.